# Заххак
Захха́к, Зогак (перс. ضحاک‎, от авест. Ажи-Дахака или Дахак; ср.-перс. Аждахак Беварасп) — в иранской мифологии змеиный царь, трёхглавый змей; чудовищный дракон из свиты Аримана, живший в Вавилоне. В поздней традиции — враг царя Джамшида, родом из Аравии; свергнув Джамшида, завладел персидским престолом, но Феридун, сын Джамшида, с помощью кузнеца Каве положил конец жестокому тысячелетнему правлению Заххака и заключил его в пещеру горы Дамавенд.
От этого названия происходят Аждахак в армянской мифологии, Аждарха (или Аждахар) в мифологии тюркских народов, аждахоры в таджикской мифологии и Асьтаха на Балканах. Его имя Беварасп означает «обладающий мириадом коней».
В Узбекистане, на территории современного Карши, располагаются руины крупного античного города, получившие название Калъаи Зохаки Морон — «крепость Заххака, царя змей». В Кабулистане в 15 км на запад от Бамиана лежат развалины так называемого «замка Зогака» — из обожжённых кирпичей, окружённого валом в 25 м высотой и возведённого для наблюдения за важным горным проходом.

## В «Авесте»
Описание внешности Дахаки даётся в ряде яштов «Авесты»:
...........................Змея

Трёхглавого Дахаку -

Трёхпастый, шестиглазый,

Коварный, криводушный,

Исчадье дэвов, злой,

Могущественный, сильный,

Он сделан Анхра-Манью

Сильнейшим быть во Лжи

На гибель всего мира,

Всех праведных существ
«Замйад-яшт» содержит описание схватки за Хварно, когда Святой Дух отправил за ним Благую Мысль, Истину и Огонь, а Злой Дух — Злую Мысль, Ярость и трёхглавого Змея Дахаку. Сперва Огонь захотел завладеть Хварно, но Дахака угрожал погубить его, и Огонь отказался от своего намерения. Когда, в свою очередь, трёхпастый Дахака устремился к Хварно, ему воспрепятствовал уже Огонь, угрожая сжечь того. Тогда Хварно попало на дно моря Ворукаша.
В стране Баври Змей-Дахака приносил в жертву Ардвисуре 100 жеребцов, 1000 коров и 10000 овец, прося помощи в уничтожении людей на всех семи кершварах, но богиня не вняла его мольбе. Во дворце Квиринта, на золотом троне под золотым балдахином он молился Вайу, прося его о том же, но тщетно.
Упоминается о гибели Змея-Дахаки от руки Трайтаоны. Говорится о его супругах Сахнавак и Арнавак.

## В среднеперсидских источниках

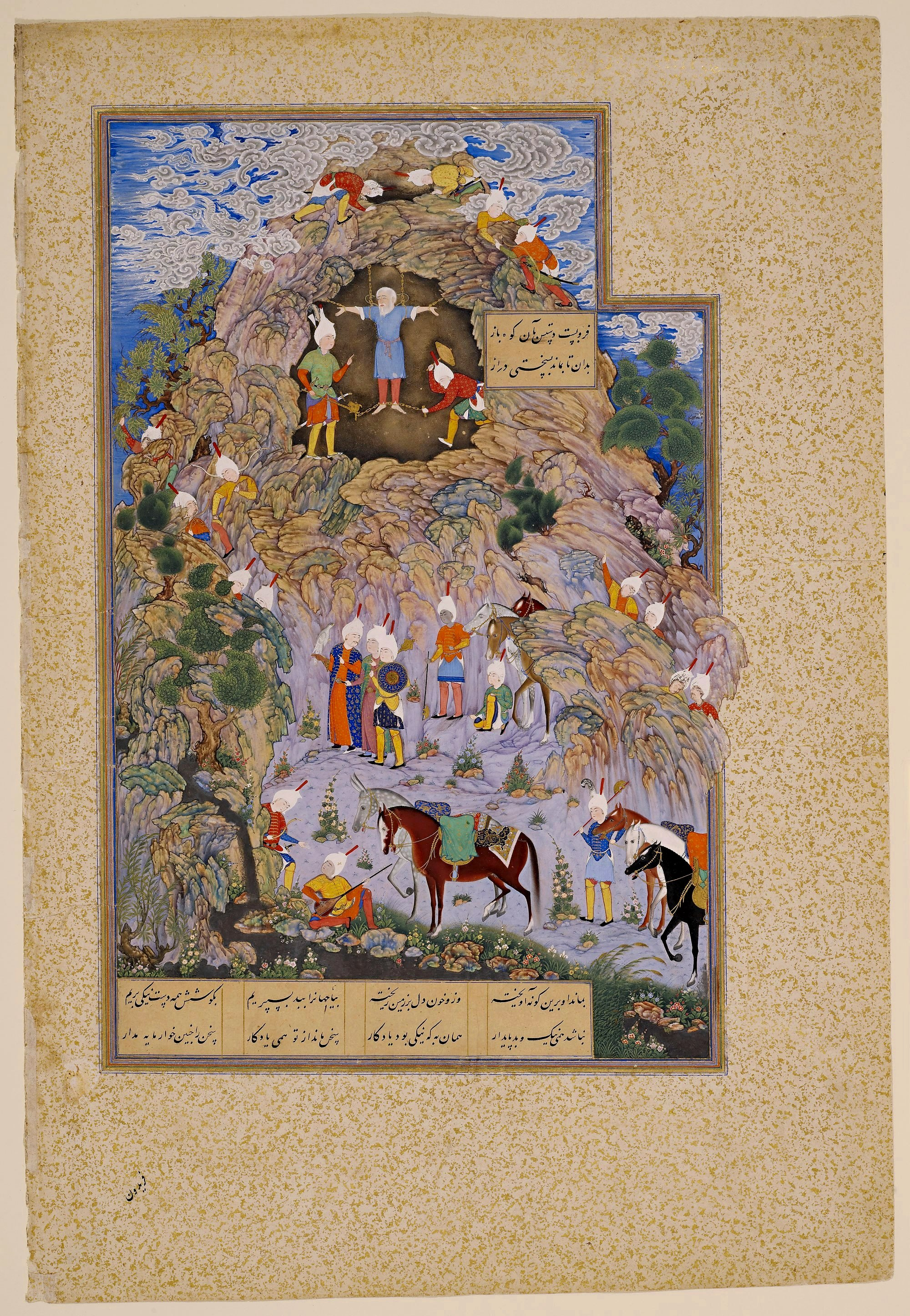
Заххак, закованный в цепи Фаридуном (Шахнаме шаха Тахмаспа)

«Бундахишн» приводит его родословную: он был сыном Хрутаспа, сына Зайнигава, сына Авирафшьянга, сына Таджа, сына Фравака, сына Сиямака; а по линии матери его предками были: Ута, Байак, Тамбайак, Овойхм, Пайриурво, Урваэсм, Гадвитв, Друджаскап, Гана-минуй. «Чихрдад-наск» также включал его родословную вплоть до Таза (Таджа), брата Хушанга.
Согласно «Бундахишну», Дахак просил помощи у Ахримана у реки Спед в Адурбадагане.
Ахриман хотел сделать Бевараспа бессмертным, но Ормазд изменил это. Однако, как говорится в сочинении «Суждения духа разума», правления Аждахака Бевараспа и Фрасияга Туранского были полезны тем, что если бы они не завладели властью, то Злой дух отдал бы её дэву Гнева (Айшме), и тогда до дня Воскрешения нельзя было бы отобрать её.
В «Бундахишне» поясняется, что огонь Фробак (или Фарнбаг) спас фарр Йимы от рук Дахака. Дахак вместе со Спитьюром распилил Джама.
Тирания Дахака упоминается в пехлевийских текстах. Он назван правителем рода Вадага, который владел миром 1000 лет (по одной версии, тысячу лет без одного дня). Его правление пришлось на тысячелетнее владычество созвездия Скорпиона.
Во время правления Аждахака от соединения дэва с молодой женщиной, а молодого мужчины — с колдуньей, произошли чернокожие люди. В Вавилоне он воздвиг себе дворец Квиринта Дузита в форме журавля, а ещё два дворца — в Шамбаране и Хиндустане.
По «Денкарду», его правление привело к упадку нравственности и росту смертности людей. Зохак якобы составил иудейские писания и поместил их в крепости Иерусалима, а также дал людям десять заповедей, во всем противоположных заповедям Джамшеда. От людей Зохака эти тексты получили Авраам и Моисей, поэтому им следуют все иудеи. Дурные правители впоследствии были потомками Зохака, и от него проистекает всякое дурное правление. Тем не менее некоторые местные иранские средневековые правители не стеснялись возводить к нему свои родословные.
По воле Аримана из плеч Зохака выросли две ядовитые рогатые змеи. Зохак — эталон дурного монарха. О правлении Зохака говорилось во фрагардах 4 и 20 утраченного «Судгар-наска».
В «Предании о сыне Зарера» имя Аждахака используется как нарицательное для характеристики противников Виштаспа. Кроме того, аждахак — название вредного животного.
Побеждённый Феридуном Зохак прикован цепями в жерле Демавенда. Перед концом света (в конце седьмого тысячелетия существования мира) Дахак вырвется из оков, нападёт на мир и поразит много созданий, но будет сражен Кэрсаспом или Самом. По «Денкарду», он явится в облике жреца.
После конца света и воскрешения мёртвых Дахак, добровольно совершивший злодеяния, подвергнется «наказанию трёх ночей».

## Индоевропейские параллели
Этимологически имя сравнивается с ведийским Ахи Будхнья и греческой Ехидной.

## Образ в «Шахнаме»

### Молодость
По рассказу Фирдоуси, Зохак (или Бивересп) поначалу был обычным человеком, сыном Мердаса, правителя степи Копьеносных Наездников (то есть Аравии). Див (Иблис), принявший человеческий образ, убедил Зохака погубить своего отца. Араб Мердас попал в выкопанную сыном яму в саду и погиб. Зохак воцарился, и Иблис потребовал от него обета верности.
Затем Иблис принял обличье повара и изобрёл употребление в пищу мяса животных (до этого, по Фирдоуси, люди питались только растительной пищей), став постепенно приучать к нему Зохака. На первый день он накормил его просто желтками, когда царю понравилась эта пища, приготовил дичь, затем барашка и на четвёртый день мясо быка. Зохак был доволен и предложил награду, но повар попросил лишь ненадолго прижаться к плечам Зохака, и тогда из них выросли две змеи. Зохак не знал, как избавиться от них, и тогда снова появился Ахриман, приняв уже обличье врача, и посоветовал кормить змей людским мозгом.
Тем временем иранцы, недовольные правлением Джемшида, провозгласили своим царём араба Зохака. Джемшид был распилен пополам.

### Правление
Зохак взошёл на престол, забрал во дворец и воспитал сестёр Джемшида Эрневаз и Шехрназ, которых затем взял в жёны. Его тираническое правление длилось тысячу лет.
Каждый день по приказу царя в стране убивали двоих юношей, чтобы готовить из их мозгов пищу для змей. Тогда мудрецы Армаил и Кармаил поступили на службу как повара и стали спасать каждый день одного из юношей, смешивая мозги второго, приготовлявшиеся в пищу царю, с овечьими. Спасённых они отправляли в горы, и от них произошло племя курдов.
Правление Зохака становилось всё более жестоким. Он казнил витязей, а красавиц брал в наложницы. Однажды ночью, лёжа с Эрневаз, он увидел во сне трёх братьев и булаву с коровьей головой у младшего. Проснувшись, он рассказал сон Эрневаз, а затем потребовал от мобедов истолковать его, что и сделал Зирек. Сон предвещал рождение Феридуна. Зохак пытался погубить Феридуна во младенчестве, но это ему не удалось, хотя он и приказал убить корову Бермайе.
Однажды Зохак выступил перед мобедами с речью, желая собрать войска. Тогда с мольбой к царю обратился кузнец Каве, который просил пощадить его последнего сына (17 других сыновей уже были съедены змеями Зохака). Зохак вернул ему сына, но Каве отказался подписать послание царя. Народ, собранный Каве, восстал, и Зохак скрылся.
Феридун с войском взял столицу Зохака Иерусалим, но царя там не оказалось, он бежал в Хиндустан. Казначей Кондров бежал к Зохаку и рассказал тому о деяниях Феридуна. Войско Зохака напало на город, а Зохак проник в свой дворец, но был побеждён Феридуном, который рассёк его шлем своей булавой. По приказу Соруша Зохак был прикован к скале над пропастью.

## В современной культуре
- Заххак фигурирует в ряде произведений современной популярной культуры.
- Во вселенной сериалов «Зена — королева воинов» и «Удивительные странствия Геракла», Дахака представлен могущественным злым богом, стремящимся уничтожить мир.
- В игре Prince of Persia: Warrior Within, Дахака — сверхъестественный страж Времени, который охотится за главным героем.
- В комиксе Prince of Persia: Before Sandstorm, который продолжает фильм «Принц Персии: Пески Времени», в одном из рассказов Принц убивает злобного тирана Заххака со змеями из плеч.
- В книге Александра Бушкова, «Алый как снег», фентезийного цикла «Сварог» о приключениях бывшего спецназовца в другом мире, царь Зохак является главным антагонистом книги, четвёртым якорем Чёрного Князя (Дьявола) в мире Талар, именуемый также Безумным Зодчим, уничтожение которого должно значительно ослабить присутствие темных сил мире. В книге говорится, что Зохак «дружески расцеловался с дьяволом, и после этого поцелуя у него над лопатками выросли две змеи, которых регулярно следовало кормить человеческим мозгом». Обезглавлен Сварогом.
- Группа Therion посвятила Заххаку песню «Aži Dahāka» в альбоме Leviathan.
- В игре Genshin Impact Аждаха играет роль «Лорда Вишапов» и еженедельного босса. Был заточён Рекс Ляписом под землю, что напоминает иранскую легенду, где герой Кэрсаспа заточил под землю Заххака.